# 細島線
細島線（ほそしません）は、宮崎県日向市の日向市駅から細島駅の間を結んでいた、日本国有鉄道（国鉄）の鉄道路線である。

## 概要
日向市駅（当線開業当時は富高駅）から東進し、現在の日向市東端部の海沿いにある細島港へ至る路線として建設され、宮崎本線（現・日豊本線）美々津 - 富高間と同時に開業した。戦後には区間内に新駅（伊勢ヶ浜駅）の設置も行われたが、1972年に旅客営業を廃止して日豊本線の貨物支線となった。
晩年は細島港に陸揚げされた飼料等の輸送のため南延岡機関区配置のDE10形ディーゼル機関車を使用した貨物列車が1日1往復運転されていた。国鉄分割民営化により日本貨物鉄道（JR貨物）に承継されたが、1989年に休止されたのち廃止となった。
廃線後、軌道は撤去され、線路跡地は市道細島通線として整備された。

### 路線データ
- 管轄：日本国有鉄道（細島線として旅客営業時）
- 路線距離（営業キロ）：3.5km
- 軌間：1067mm
- 駅数：3駅（起終点駅、伊勢ヶ浜駅含む）
- 複線区間：なし（全線単線）
- 電化区間：なし（全線非電化）
- 閉塞方式：票券閉塞式

## 歴史
- 1921年（大正10年）10月11日 富高 - 細島間を細島軽便線として開業。細島駅を新設[1]。
- 1922年（大正11年）9月2日 細島線と改称[2]。
- 1928年（昭和3年）8月4日 蒸気動車運行開始（延岡-細島間）[3]。
- 1957年（昭和32年）2月1日 伊勢ヶ浜駅を新設。
- 1963年（昭和38年）5月25日 富高駅を日向市駅と改称[4]。
- 1972年（昭和47年）2月1日 全線の旅客営業を廃止。同時に日豊本線に編入され同線の貨物支線となる。伊勢ヶ浜駅を廃止。
- 1987年（昭和62年）4月1日 国鉄分割民営化に伴いJR貨物が第1種鉄道事業として承継。
- 1989年（平成元年）12月1日 全線休止。（貨）細島駅を休止。
- 1993年（平成5年）12月1日 全線廃止。（貨）細島駅を廃止。

## 駅一覧
全駅宮崎県日向市に所在。事業者名・路線名等は廃止時点のもの。
| 駅名       | 駅間 キロ | 営業 キロ | 接続路線               |
| ---------- | --------- | --------- | ---------------------- |
| 日向市駅   | -         | 0.0       | 日本国有鉄道：日豊本線 |
| 伊勢ヶ浜駅 | 1.8       | 1.8       |                        |
| 細島駅     | 1.7       | 3.5       |                        |